# ノルトライン＝ヴェストファーレン (フリゲート)
ノルトライン＝ヴェストファーレン（ドイツ語: Nordrhein-Westfalen, F 223）は、ドイツ海軍のフリゲート。バーデン・ヴュルテンベルク級フリゲートの2番艦。艦名はノルトライン＝ヴェストファーレン州に由来する。なお、艦艇名としてはドイツ海軍通して初の命名である。

## 艦歴
2012年6月4日に起工し、2015年4月16日に進水したのち、2017年12月頃に公試を開始した。